# UN-Klimakonferenz in Buenos Aires 2004
Die UN-Klimakonferenz in Buenos Aires fand vom 6. bis zum 17. Dezember 2004 in Buenos Aires statt. Es war die zehnte Weltklimakonferenz der Vereinten Nationen (UN). Veranstaltungsort war das Landwirtschaftszentrum La Rural. Präsident der Tagung war der Argentinier Raúl Estrada-Oyuela.

## Ergebnisse
Die 189 Mitgliedstaaten der UN-Klimarahmenkonvention (UNFCCC) berieten abermals über den Klimaschutz. Hauptthema der Klimakonferenz waren neben der weiteren Verringerung der weltweiten Treibhausgas-Emissionen auch Anpassungsmaßnahmen an den Klimawandel. Indien, Saudi-Arabien und die Vereinigten Staaten hatten versucht, Vereinbarungen für künftige Minderungsverpflichtungen zu verhindern. Nach langen Diskussionen konnten sich der argentinische Tagungspräsident Estrada mit der Europäischen Union, Brasilien, Indien und den Vereinigten Staaten auf einen Kompromiss einigen. Der Klimagipfel ging mit einem Tag Verspätung, aber mit konkreten Ergebnissen zu Ende. Unter anderem hatten sich die Regierungsvertreter über ein Arbeitsprogramm verständigt, das besonders Entwicklungsländern die Anpassung an den Klimawandel und seine Folgen erleichtern sollte. Die Delegationen beschlossen auch strengere Vorschriften für die Vergabe von Weltbank-Mitteln an Entwicklungsländer. Betont wurde außerdem, dass man die Wetterbeobachtung ausbauen und den Technologietransfer fördern wolle. Zugleich wurde auf dem Gipfel zugesagt, den vorbeugenden Katastrophenschutz künftig zu verbessern. Der niederländische EU-Verhandlungsführer Pieter van Geel erklärte zu den Ergebnissen der Konferenz: „Wir haben hart für diese Einigung gekämpft. Es ist nicht so viel, wie wir gehofft haben, aber es ist ein Schritt nach vorn, und das ist wichtig.“ UNFCCC-Generalsekretärin Joke Waller-Hunter war erleichtert, dass während des Treffens konkrete Vereinbarungen erreicht wurden. Vertreter von Umweltverbänden wie Greenpeace oder Germanwatch äußerten sich enttäuscht zu den Konferenzergebnissen.
Während des Klimagipfels hatten sich Indonesien, Liechtenstein und Nigeria dem Kyoto-Protokoll angeschlossen. Obwohl das Kyoto-Protokoll erst für November 2005 offizielle Gespräche vorgesehen hatte, befürworteten die Delegationen ein informelles Treffen im Mai 2005 in Bonn, um über weitere Maßnahmen zur Verringerung von Treibhausgas-Emissionen und Anpassungen an den Klimawandel zu diskutieren.